# جان بلوشی
جان آدام بلوشی (انگلیسی: John Adam Belushi؛ ۲۴ ژانویهٔ ۱۹۴۹ – ۵ مارس ۱۹۸۲) بازیگر و فیلم‌نامه‌نویس اهل ایالات متحده آمریکا بود.

## گزیده فیلم‌شناسی
از فیلم‌ها یا برنامه‌های تلویزیونی که وی در آن نقش داشته‌است می‌توان به آثار زیر اشاره کرد.
- خانه حیوانات (۱۹۷۸)
- ۱۹۴۱ (۱۹۷۹)
- برادران بلوز (فیلم) (۱۹۸۰)